# Cival
Cival is een stad van de oude Maya in het oerwoud van het laagland van Guatemala aan de voet van het schiereiland Yucatán.
Uit archeologisch onderzoek van Francisco Estrada-Belli (2004) is gebleken dat de plaats al erg vroeg (3e eeuw v.Chr.) een hoge graad van ontwikkeling bereikt heeft en duidelijke kenmerken van de Maya cultuur draagt. Dit is opmerkelijk omdat de bloeitijd van de klassieke Maya zo'n duizend jaar later plaatsgevonden heeft. Cival heeft drie pleinen en vijf piramiden en is ondanks plunderingen goed bewaard gebleven. Er zijn aanwijzingen van de verering van de maïs-god en van astronomische kennis, blijkens de richting waarin de gebouwen zijn opgetrokken.